# Mariakapel (Kessel-Eik)

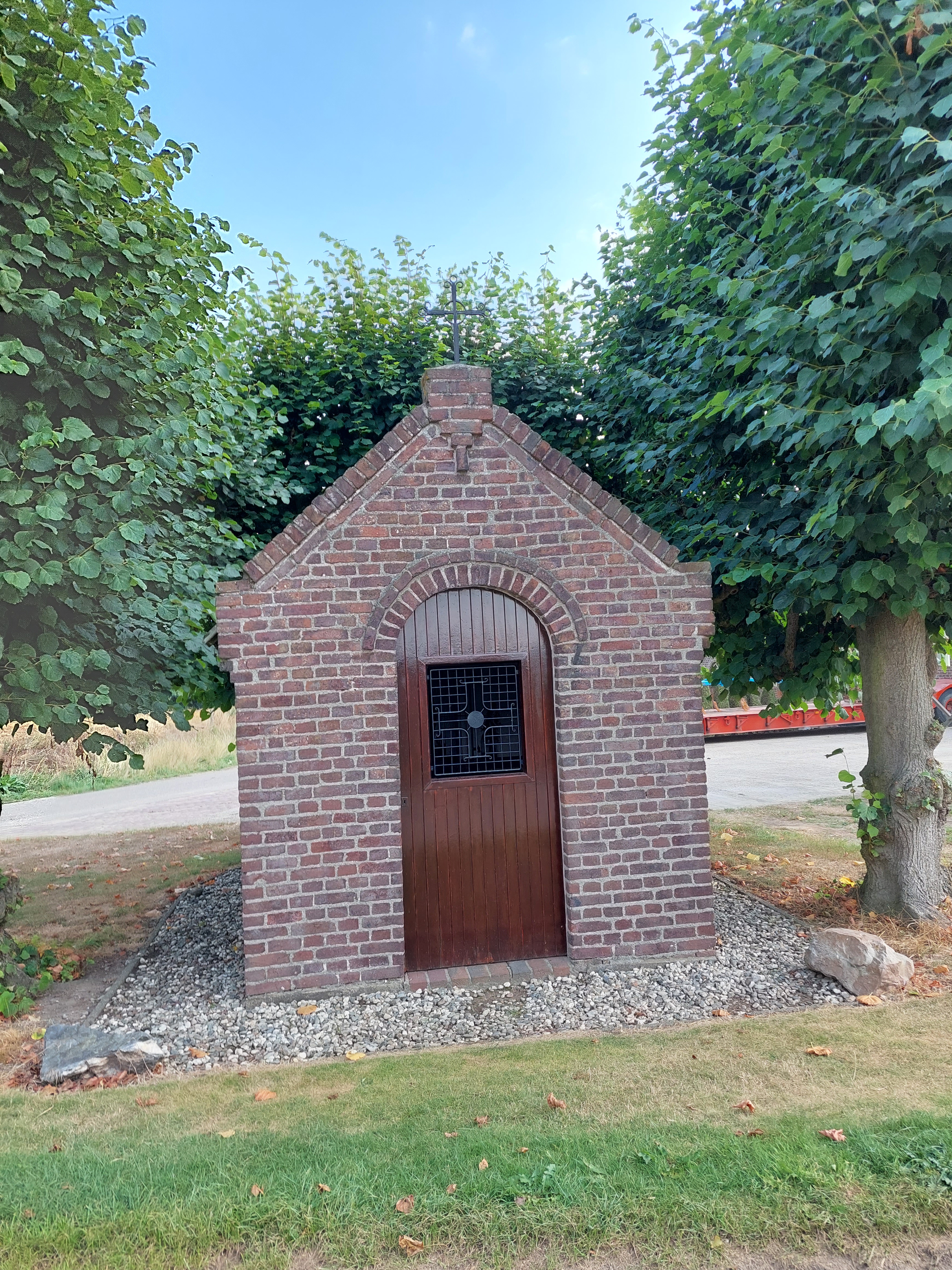
Mariakapel (Kessel-Eik)

De Mariakapel is een kapel in Kessel-Eik in de Nederlandse gemeente Peel en Maas. De kapel staat aan de kruising van de Neerstraat met de Maasstraat ten zuiden van het dorp, niet ver van de rivier de Maas.
Tegenover de kapel staat een oudere vervallen Mariakapel, de Nolissenhofkapel.
De kapel is gewijd aan de heilige Maria. Rond de kapel staan drie oude knotwilgen.

## Geschiedenis
Volgens de overlevering zou hier bij een hoge waterstand van de Maas een Mariabeeldje zijn aangespoeld die daarmee de opdracht gaf tot de bouw van de Nolissenhofkapel. Deze kapel raakte op een gegeven moment in verval.
In 1892 werd de kapel gebouwd en kreeg het Mariabeeldje een plek in de nieuwe kapel.
In de jaren 1960 werd het heiligenbeeldje gestolen en werd de kapel vernield.
In 1977 werd de kapel gerestaureerd en op 9 oktober 1977 opnieuw ingewijd. De kapel kreeg toen een nieuw Mariabeeldje.

## Gebouw
De rode bakstenen kapel heeft een driezijdige koorsluiting en wordt gedekt door een zadeldak met pannen. In de linker- en rechterzijgevel bevindt zich een klein rond venster. De frontgevel is een topgevel met verbrede aanzet en schouderstukken en op de top van de gevel staat een smeedijzeren kruis. De frontgevel bevat de rondboogvormige toegang van de kapel die wordt afgesloten met een houten deur met rechthoekig tralievenster met kruismotief.
Van binnen zijn de wanden en het tongewelf van de kapel wit gestuukt. Tegen de achterwand is het altaar gemetseld en ook wit gestuukt is op het blad van gemetselde bakstenen na. Boven het altaar bevindt zich in de achterwand een segmentboogvormige nis die wordt afgesloten met een smeedijzeren hekje. In de nis staat op een sokkel een beeld van de heilige Maria die de gekroonde heilige toont die op haar rechterarm het ongekroonde kindje Jezus draagt.